# 高泰运
高泰运（11世纪？—1119年），是12世纪大理国点蒼山蓮花峰芒湧溪人氏，高升泰之子，第2代中国公。
段寿辉在位时，奉命守安宁。1096年，奉父遗命，与兄还位于段氏，立段正淳为大理皇帝，他被封为栅主。高泰运的势力在腾冲府（腾冲），号“黑演习”。1103年，奉命出使宋朝，求得经籍六十九家，药书六十二部。1116年，其兄高泰明死后，高泰明的儿子高智昌以罪流放而死。他的部下伊、何二人谋刺宪宗皇帝段和誉，事情失败，段和誉将他们赦免，之后二人还是被处死，段和誉为他们立冢。段玉明《大理国史》认为是高泰运将高智昌杀死，篡夺了相国之位。1119年，赠木夹与宋边将，要求通使。高泰运之后，高泰明的儿子高明顺又夺回了相位。